# Scott Lachance
Pour les articles homonymes, voir Lachance.
Scott Lachance (né le 22 octobre 1972 à Charlottesville dans l'État de la Virginie) est un ancien défenseur américain de hockey sur glace.

## Carrière de joueur
Il a joué treize ans dans la Ligue nationale de hockey pour les Islanders de New York, les Canadiens de Montréal, les Canucks de Vancouver et les Blue Jackets de Columbus. Il fut repêché par les Islanders au premier tour du repêchage d'entrée dans la LNH 1991, 4e au total.

## Statistiques
| Saison     | Équipe                   | Ligue      |     | Saison régulière | Saison régulière | Saison régulière | Saison régulière | Saison régulière |   | Séries éliminatoires | Séries éliminatoires | Séries éliminatoires | Séries éliminatoires | Séries éliminatoires |
| Saison     | Équipe                   | Ligue      | PJ  | B                | A                | Pts              | Pun              | PJ               | B | A                    | Pts                  | Pun                  |                      |                      |
| 1991-1992  | Terriers de Boston       | NCAA       | 31  | 5                | 19               | 24               | 48               | -                | - | -                    | -                    | -                    |                      |                      |
| 1992-1993  | Islanders de New York    | LNH        | 75  | 7                | 17               | 24               | 67               | -                | - | -                    | -                    | -                    |                      |                      |
| 1993-1994  | Islanders de New York    | LNH        | 74  | 3                | 11               | 14               | 70               | 3                | 0 | 0                    | 0                    | 0                    |                      |                      |
| 1994-1995  | Islanders de New York    | LNH        | 26  | 6                | 7                | 13               | 26               | -                | - | -                    | -                    | -                    |                      |                      |
| 1995-1996  | Islanders de New York    | LNH        | 55  | 3                | 10               | 13               | 54               | -                | - | -                    | -                    | -                    |                      |                      |
| 1996-1997  | Islanders de New York    | LNH        | 81  | 3                | 11               | 14               | 47               | -                | - | -                    | -                    | -                    |                      |                      |
| 1997-1998  | Islanders de New York    | LNH        | 63  | 2                | 11               | 13               | 45               | -                | - | -                    | -                    | -                    |                      |                      |
| 1998-1999  | Islanders de New York    | LNH        | 59  | 1                | 8                | 9                | 30               | -                | - | -                    | -                    | -                    |                      |                      |
| 1998-1999  | Canadiens de Montréal    | LNH        | 17  | 1                | 1                | 2                | 11               | -                | - | -                    | -                    | -                    |                      |                      |
| 1999-2000  | Canadiens de Montréal    | LNH        | 57  | 0                | 6                | 6                | 22               | -                | - | -                    | -                    | -                    |                      |                      |
| 2000-2001  | Canucks de Vancouver     | LNH        | 76  | 3                | 11               | 14               | 46               | 2                | 0 | 1                    | 1                    | 2                    |                      |                      |
| 2001-2002  | Canucks de Vancouver     | LNH        | 81  | 1                | 10               | 11               | 50               | 6                | 1 | 1                    | 2                    | 4                    |                      |                      |
| 2002-2003  | Blue Jackets de Columbus | LNH        | 61  | 0                | 1                | 1                | 46               | -                | - | -                    | -                    | -                    |                      |                      |
| 2003-2004  | Blue Jackets de Columbus | LNH        | 77  | 0                | 4                | 4                | 44               | -                | - | -                    | -                    | -                    |                      |                      |
| 2005-2006  | Kloten Flyers            | LNA        | 28  | 0                | 2                | 2                | 99               | 8                | 1 | 3                    | 4                    | 12                   |                      |                      |
| 2006-2007  | Devils de Lowell         | LAH        | 25  | 0                | 4                | 4                | 14               | -                | - | -                    | -                    | -                    |                      |                      |
| Totaux LNH | Totaux LNH               | Totaux LNH | 819 | 31               | 112              | 143              | 567              | 11               | 1 | 2                    | 3                    | 6                    |                      |                      |

## Trophées et honneurs personnels
- 1996-1997 : participe au 47e Match des étoiles de la Ligue nationale de hockey.

## Carrière internationale
Il a représenté l'Équipe des États-Unis de hockey sur glace.